# The Mysterious Airman
The Mysterious Airman é um seriado estadunidense de 1928, gênero aventura, dirigido por Harry Revier em 10 capítulos, estrelado por Walter Miller, Eugenia Gilbert e Robert Walker. Produzido e distribuído pela Weiss Brothers Artclass Pictures, veiculou nos cinemas estadunidenses a partir de 1 de junho de 1928.
Foi o último seriado de Gilbert, que encerraria sua carreira cinematográfica em 1929.

## Elenco
- Walter Miller	 ...	Jack Baker
- Eugenia Gilbert	 ...	Shirley Joyce
- Robert Walker	 ...	William Craft
- Eugene Burr	 ...	Albert Orren
- Dorothy Tallcot	 ...	Fawn Nesbitt
- James A. Fitzgerald	 ...	Barney Madden
- C.H. Allen	 ...	James Joyce
- Ray Childs	 ...	Henry Knight
- Hugh Blair	 ...	Detective Mullens
- Arthur Morrison	 ...	Perkins
- Hamilton Morse	 ...	Mardos Kartoff

## Capítulos
1. The Winged Avenger
2. The Sky Writer
3. The Girl Who Flew Alone
4. The Smoke Screen
5. The Air Raid
6. The Vampire Pilot
7. The Faker Pilot
8. The Air Raft
9. The Hidden Hangar
10. Mystery Pilot X.